# Sexo após a gravidez
Sexo após a gravidez costuma ser adiado por várias semanas ou meses e pode ser difícil e doloroso para as mulheres. A relação dolorosa é a complicação mais comum relacionada à atividade sexual após o parto. Como não há diretrizes sobre a retomada da relação sexual após o parto, em geral orienta-se as pacientes em puerpério a reiniciarem as relações sexuais quando se sentirem confortáveis para isso. Lesões no períneo ou cortes cirúrgicos (Episiotomia) na vagina durante o parto podem causar disfunção sexual. A atividade sexual no período pós-parto que não envolva relação sexual pode ser retomada mais cedo, mas algumas mulheres experimentam perda prolongada de desejo sexual após o parto, o que pode estar associado à depressão pós-parto. Questões comuns que podem persistir por mais de um ano após o parto incluem maior desejo do homem em relação à mulher e agravamento da autoimagem feminina.

## Método de parto e lesões
Mulheres com danos ou lacerações no períneo retomam o sexo mais tardiamente do que aquelas com períneo intacto, e mulheres que necessitaram de sutura perineal relatam piores relações sexuais. O dano perineal também está associado à dispareunia. Nem todas as lacerações ou traumas causam diminuição da função sexual, mas certos tipos estão associados a risco aumentado de disfunção. Mulheres com laceração anal têm menos probabilidade de ter retomado o sexo após seis meses e um ano, mas retornam à função normal após 18 meses.
O parto vaginal assistido por fórceps ou ventosa está correlacionado com aumento da frequência ou gravidade da dispareunia, atraso na retomada do sexo e problemas sexuais. A cesariana pode resultar em sexo menos doloroso nos primeiros três meses, e não há diferença na função sexual ou sintomas após seis meses. Mulheres que tiveram cesariana relatam maior satisfação sexual relacionada ao tônus vaginal seis anos depois.

## Atraso antes de retomar o sexo
Muitos médicos recomendam aguardar de quatro a seis semanas antes de retomar as relações sexuais, para permitir o fechamento do colo uterino, a interrupção do sangramento (conhecido como lóquios) e a cicatrização de lacerações.
Um estudo com mulheres na Turquia constatou que 42% retomaram a relação sexual dentro de seis semanas após o parto. Estudos americanos e britânicos mostraram que, às seis semanas, 57% das mulheres haviam retomado as relações sexuais, 82–85% até três meses, e 89–90% até seis meses. Outra pesquisa americana revelou que masturbação (74%) e sexo oral (58%) foram retomados com muito mais frequência em até seis semanas do que penetração vaginal (34%). Duas em cada três mulheres ugandesas retomaram o sexo em até seis meses após o parto, e entre mulheres chinesas, 52% haviam retomado o sexo em dois meses e 95% em seis meses.

## Disfunção sexual
Cerca de metade dos homens e mulheres entrevistados oito meses após o parto em um estudo britânico descreveram sua vida sexual como «ruim» ou «não muito boa», embora outro estudo tenha encontrado que 70% das mulheres britânicas e 89% das taiwanesas estavam satisfeitas com sua vida sexual no período pós-natal. Seis meses após o parto, um quarto das mulheres americanas relataram diminuição da sensação sexual, satisfação e capacidade de atingir o orgasmo, e 22% disseram que o sexo era doloroso. Mais de 80% das mulheres britânicas tiveram problemas sexuais três meses após o parto, e quase dois terços aos seis meses, em comparação a níveis pré-gestacionais de 38%. Entre as mulheres ugandesas que haviam retomado o sexo até seis meses pós-parto, quase dois terços apresentaram dor vaginal e cerca de um terço tiveram secreção ou sangramento.
A secura vaginal pode ocorrer por cerca de três meses após o parto devido a alterações hormonais, e mulheres que amam tendem a retomar o sexo mais tardiamente do que as que não amamentam. Mulheres que amamentam relatam muito mais dor durante o sexo além de libido reduzido, ambos devido a alterações hormonais, como redução dos níveis de estrogênio. Mulheres com traumas graves relataram menor desejo de serem abraçadas, tocadas ou acariciadas pelo parceiro.
O risco de disfunção sexual no pós-parto é maior naquelas com histórico de disfunção sexual antes da gravidez.

### Libido reduzido
Ter dado à luz no último ano associa-se a desejo sexual persistentemente baixo. Mais de um terço das mães de primeira viagem relatam perda de libido aos oito meses, embora apenas uma em sete mães experientes apresente esse sintoma. Frequentemente, as mulheres apresentam autoimagem negativa após o parto. As mulheres ficam frequentemente desconfortáveis com as mudanças físicas após o parto e muitas vezes desejam descansar ou ter tempo para si, o que leva a um padrão sexual alterado. A discordância de desejo sexual entre parceiros é frequente. Outra possível causa de libido reduzido é a depressão pós-parto; mulheres deprimidas têm menos probabilidade de retomar o sexo aos seis meses e maior chance de relatar problemas sexuais. Além disso, aquelas com trauma na gravidez têm mais probabilidade de relatar libido reduzido.
A insatisfação com a relação sexual um ano após o parto associa-se à falta de sexo no início da gravidez e à idade avançada das mulheres, mas não a fatores ligados à gestação ou ao parto.

#### Nos parceiros
Um estudo indicou que o desejo sexual dos parceiros costuma estar baixo após o nascimento. Sentimentos de intimidade e interesse sexual aumentaram o desejo em co-pais no pós-parto. Em contraste, fadiga, estresse, desinteresse do parceiro e status de amamentação reduziram o desejo sexual nesse período.

## Riscos
Uma embolia gasosa fatal, quando ar entra na corrente sanguínea, pode ocorrer devido ao sexo logo após o parto antes que o leito placentário tenha cicatrizado, especialmente se os joelhos da mulher forem pressionados contra o peito, mas é raro. Complicações mais comuns do sexo precoce após a gravidez incluem lacerações em incisões e infecção uterina.
Além disso, a retomada precoce da relação sexual após o parto pode predispor a paciente aos riscos associados à gestação de intervalo curto. Pacientes que engravidam dentro de 18 meses do último parto apresentam maior risco de desfechos adversos. Para prevenir tais riscos, oferece-se contracepção após o parto.

## Tratamento
Apenas 15% das mulheres em Londres com problema sexual pós-natal relataram ter discutido o assunto com um profissional de saúde. Em contraste, 59,4% das mulheres ugandesas que retomaram o sexo e tiveram problema sexual buscaram assistência médica. A realização de exercícios do assoalho pélvico parece melhorar a função sexual, e a dor e a secura vaginal podem ser reduzidas com diferentes posições sexuais e lubrificantes.

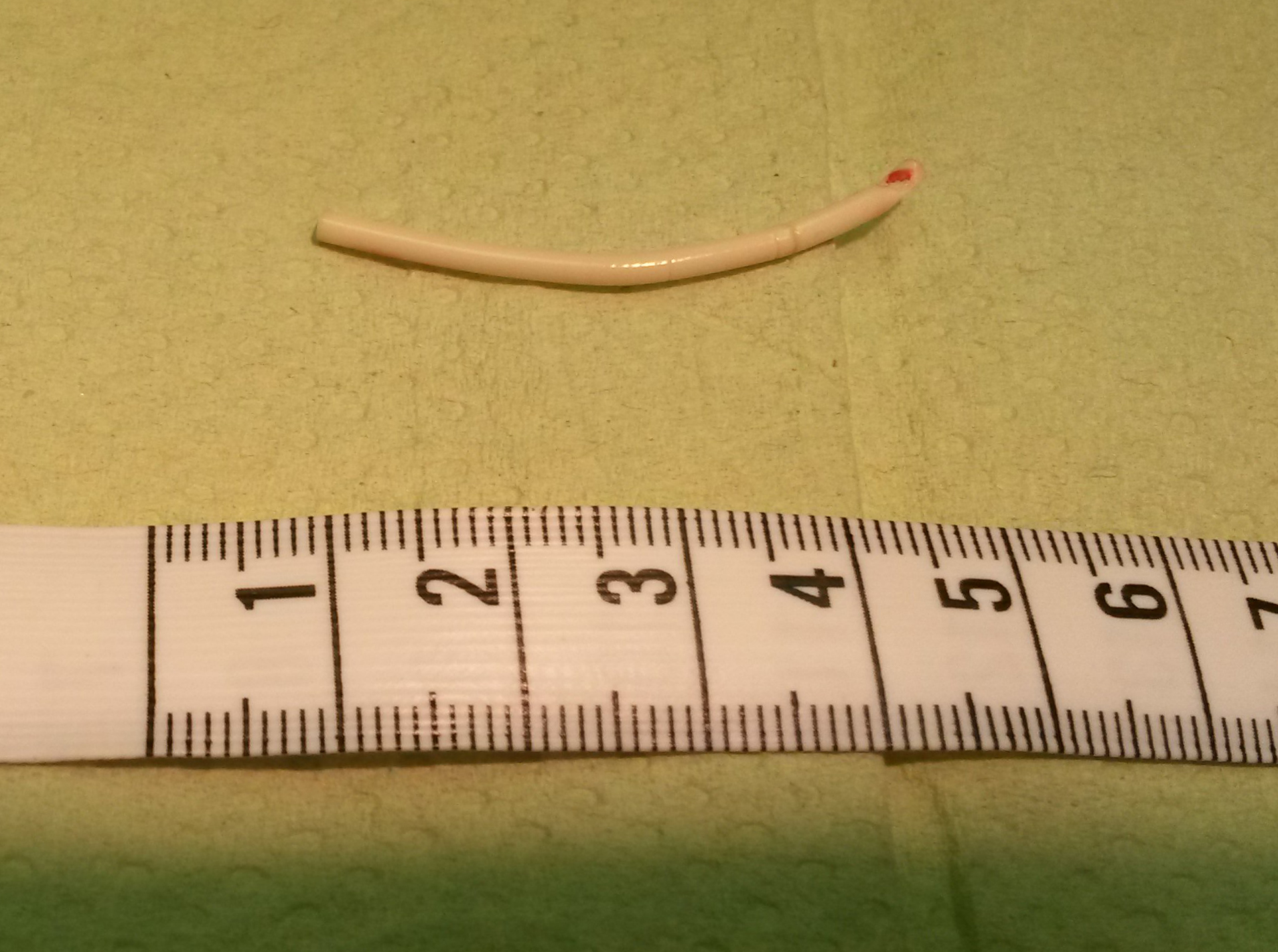
Exemplo de implante (Implanon)

Contraceptivos geralmente são oferecidos imediatamente após o parto. Isso visa prevenir gravidez não planejada e reduzir riscos de aborto e gestação de intervalo curto, que podem aumentar chance de parto prematuro e complicações neonatais.
Entre as opções reversíveis, a Contracepção de Longa Ação (LARC) é a mais eficaz, com maior adesão, podendo ser inserida rapidamente sem manutenção adicional.

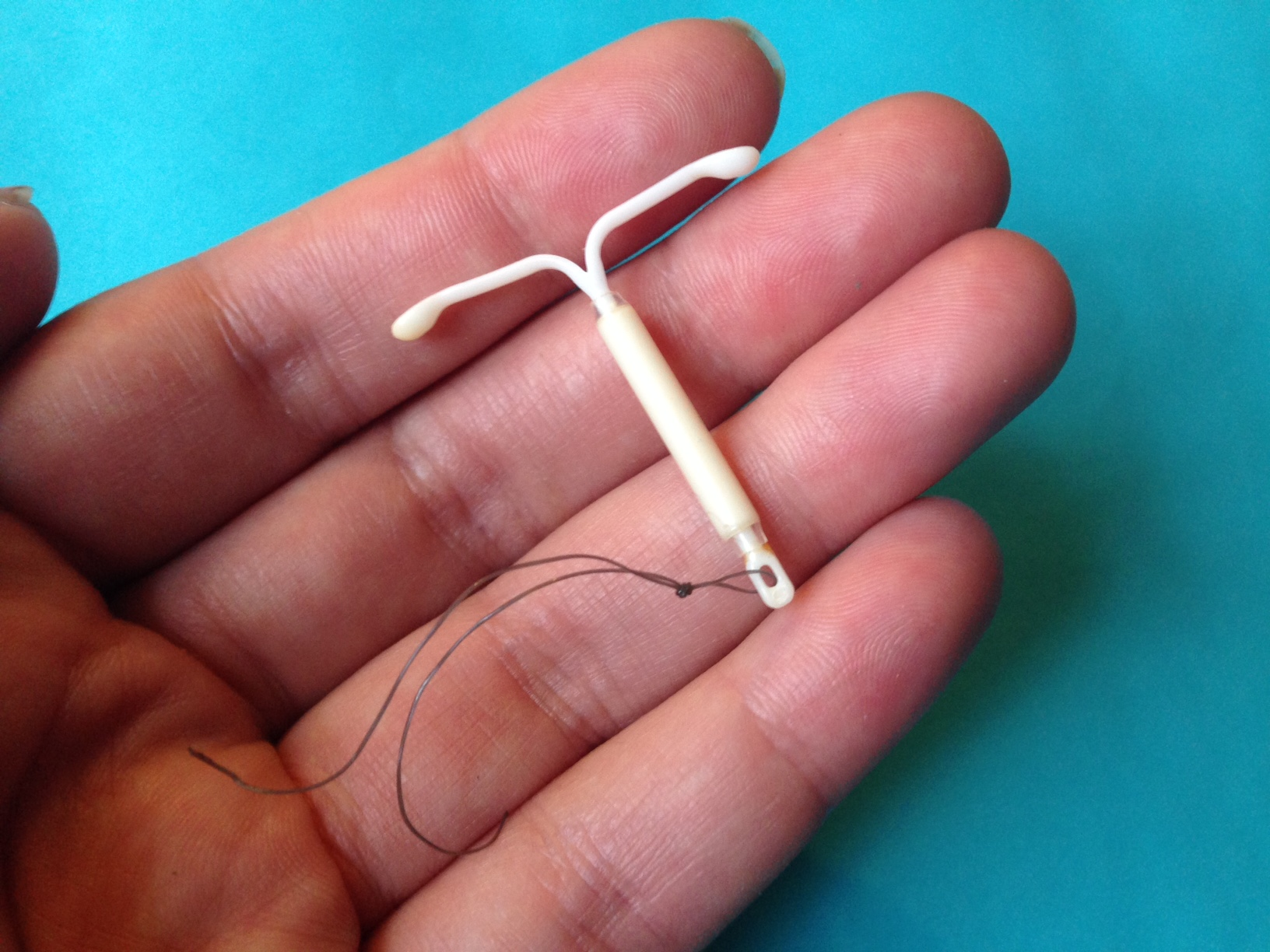
Exemplo de DIU (Mirena)

As LARC dividem-se em implantes e dispositivos intrauterinos (DIU). O implante é um bastão de progestina, colocado no braço e eficaz por três ou mais anos. Não há riscos significativos no pós-parto, exceto efeito teórico na amamentação, ainda não comprovado. O DIU é inserido no útero e seguro se não houver infecção ou hemorragia no parto. Os tipos comuns são DIU de cobre e DIU de levonorgestrel (LNG); o de LNG libera progestina, enquanto o de cobre atua sem hormônio.
Contraceptivos hormonais combinados, como a pílula, aumentam risco de trombose no pós-parto e podem interferir na produção de leite. Recomenda-se evitá-los nas primeiras três semanas em não-lactantes e de quatro a seis semanas em lactantes.
Outra opção é acetato de medroxiprogesterona (DMPA), injeção que inibe ovulação e espessa muco cervical, segura imediatamente pós-parto. A dose deve ser repetida a cada 12 semanas.
Recomenda-se método de barreira nas primeiras 48 horas se iniciada após 21 dias do parto ou após retorno da menstruação.

## Após o aborto
O sexo após um aborto é geralmente seguro, segundo o NHS.